# Соната для фортепиано № 2 (Айвз)
Соната для фортепиано № 2 «Конкорд Массачусетс. 1840—1860» (The Piano Sonata No. 2, Concord, Mass., 1840-60) также известная как «Конкорд-соната» или «Конкорд Соната» (Concord Sonata) — фортепианная соната Чарльза Айвза. Одно из самых известных его произведений. Длительность звучания около 47 минут.

## История создания
Первые наброски сочинения относятся к 1904 году, однако основную работу над сонатой Айвз начал в 1911 и завершил её в 1915 году. Композитор опубликовал её за собственный счёт в 1919—20 годах. Второе пересмотренное издание вышло в 1947 году — оно стало основной исполнительской версией сонаты. В своих деталях вторая редакция сонаты значительно отличается от первой. В 2012 было осуществлено новое исправленное издание под редакцией пианиста Стивена Друри. Издание включает авторское «Эссе перед сонатой», которое предваряется следующим посвящением: «Это вступительное эссе было написано композитором для тех, кто не переносит его музыку, а музыка написана для тех, кто не переносит его эссе. Всё это вместе с уважением посвящается тем, кто не переносит ни того, ни другого».

## Музыка
В сонате 4 части:
I. Emerson / Эмерсон
II. Hawthorne / Готорн
III. The Alcotts / Олкотты
IV. Thoreau / Торо
Эти четыре части сонаты представляют собой музыкальные портреты литературных деятелей, связанных с течением трансцендентализма, расцветшим в городе Конкорд (Массачусетс), штат Массачусетс, в середине XIX века: писателей Ральфа Эмерсона, Натаниэля Готорна, Эймоса Бронсона Олкотта и его дочери Луизы Мэй Олкотт, и, наконец, Генри Дэвида Торо. Айвз писал: «Я стремился отразить подспудные особенности характеров этих авторов и их произведений… Правда, в Готорне и Олкоттах я попытался предложить нечто, что можно сравнить с рассказом, происшествием, — нечто более рельефное» Из письма к Джону Кирпатрику от 11 октября 1935 года.
В сонате Айвз использовал ранние наброски к отдельным другим сочинениям, таким как увертюра Orchard House (название поместья семьи Олкоттов), фортепианный концерт «Эмерсон» и фортепианная пьеса, основанная на новелле Готорна The Celestial Railroad. Только последняя часть, «Торо», была написана без таких предварительных набросков.
В музыке сонаты нашла своё отражение склонность композитора к экспериментам, что выразилось в использовании многослойной фактуры, сложного ритма, в наличии фрагментов без деления на такты, политональной и атональной гармонии, пентатонических и диатонических кластеров в две октавы (исполняемых с помощью специальной деревянной дощечки), во введении множества цитат, например, вступительных тактов Пятой симфонии Бетховена, которые звучат в каждой из частей «Конкорд-сонаты», а также музыкальных монограмм, буквенной символики.
В сонате есть две дополнительные партии, которые можно исполнять или не исполнять по желанию (ad libitum): в первой части небольшая партия альта, а в конце последней части небольшая партия флейты (инструмента, на котором играл Торо).
- Ральф Эмерсон
- Натаниэль Готорн
- Эймос Олкотт
- Луиза Олкотт
- Генри Торо

### I часть. Emerson / Эмерсон
Ральф Уолдо Эмерсон (Ralph Waldo Emerson, 1803—1882) был для Айвза непревзойдённым образцом, учение которого явилось основой взглядов всех остальных персонажей сонаты. Поэтому не случайно, что первая, названная его именем — самая развёрнутая и сложная часть сонаты. «Эмерсон кажется мне гораздо более великим как первооткрыватель… как завоеватель неизвестного… пророк, говорящий массам о своих открытиях… нежели как поэт, писатель». «Взрыв», «вспышка» — так по мнению Айвза характеризуется мышление Эмерсона и его открытия, «свет которых проходит сквозь мир и остаётся светить в веках». Соната начинается с октавы си, быстро разрастающейся в свободную каденцию («прозу»), в которой сосредоточены главные мотивы всей сонаты, что служит иллюстрацией мысли Айвза об Эмерсоне: «Границы мира расширялись им не с помощью нахождения новых объектов, но путём открытия новых связей, потенций того, что уже было».
Детальный анализ сонаты, выполненный Фредом Фишером, показал, что в самых первых звуках сонаты «H—A—B—C» скрыта музыкальная монограмма И. С. Баха «B—A—C—H», за этим следуют звуки «C—D—E—A» — ещё одна монограмма, выведенная из начального мотива Сонаты № 2 Брамса, далее в басу октавами проводится мотив «C—C—C—Gis» — транспонированный «мотив судьбы» из Пятой симфонии Бетховена. Эти мотивы затем многократно повторяются и развиваются в сонате. Среди других цитат, встречаемых в этом произведении, мотив из хорала Баха Es ist genug…, мотив из Сонаты № 29 (Hammerklavier) Бетховена, также мотив из песни «Хозяин — в холодной земле» американского композитора Стивена Фостера (1826—1864), которого Айвз сравнивал с Шубертом. Побочную тему Айвз построил на музыкальных монограммах членов своей семьи, включая себя самого, Чарльза Эдварда Айвза («C—E—D»), своего отца, Джорджа Айвза («G—E»), своей жены, Гармонии Айвз («H—A») и своей приёмной дочери, Эдит Осборн Айвз («E—D»)..
Форма здесь нетрадиционна и непроста для анализа. По мнению музыковеда Александра Ивашкина, течение музыки I части следует контурам сонатного allegro, где в экспозиции появляется вторая лирическая тема. Вместо разработки — эпизод, «навеянный поэзией Эмерсона и так же, как эта поэзия, отмеченный спокойным пафосом, покоящийся на устое c», в середине которого проходит тема аккордами, как «отзвуки, реющие на холмах вокруг Конкорда» (по словам самого Айвза). Вслед за «поэзией» вступает «проза» — разрабатывается побочная тема, приводящая к большому нарастанию. Реприза как таковая отсутствует. В самом конце неожиданно вступает альт, «вплетающий в общее звучание ползущую, стонущую гирлянду, составленную из интонаций ВАСН».

### II часть. Hawthorne / Готорн
Натаниэль Готорн (Nathaniel Hawthorne, 1804—1864) был одним из первых общепризнанных мастеров американской литературы, внесшим в жанр новеллы элементы аллегории и символизма. Айвз писал о нём: «Субстанция искусства Готорна пропитана сюрреальным, фантастическим, мистическим… У него важно не то что случается, но каким образом что-то случается… каким образом личное вдруг в полночь становится универсальным». Музыка этой части представляет собой огромное фантастическое скерцо, на редкость свободное и прихотливое по форме. Айвз определил эту музыку как «путешествие в полудетскую полупраздничную фантасмагорию».

### III часть. The Alcotts / Олкотты
Эймос Бронсон Олкотт (Amos Bronson Alcott, 1799—1888) был автором педагогических и философских эссе, сборников стихов, а также дневников, насчитывающих около 30 тысяч страниц. Его дочь Луиза Мэй Олкотт (1832—1888) была известной детской писательницей, чьи сочинения были популярны даже в России. В Конкорде рядом со своим домом Эймос выстроил большой деревянный сарай, расставил там грубые стулья и скамейки и назвал это «Философской школой». Там часто собирались члены кружка трансцендентов, в том числе Эмерсон и Торо. Музыка этой части сонаты, спокойная, неспешная, проникнутая благородством, и заканчивается настоящим апофеозом.

### IV часть. Thoreau / Торо
Генри Дэвид Торо (Henry David Thoreau, 1817—1862) — писатель и мыслитель, сказавший такие слова: «Я хочу говорить без всяких загородок, как человек пробудившийся ото сна, с другими такими же людьми». Такова и музыка финальной части сонаты, имеющей медитативный немного рассредоточенный характер — музыка, возникающая из тишины, и вновь погружающаяся в неё с замирающим отдалённым звуком низкого «колокола».

## Исполнения, записи, аранжировки
Впервые соната была исполнена Джоном Киркпатриком 28 ноября 1938 года в Кос Кобе, Коннектикут. Второй раз Киркпатрик исполнил сонату в ратуше в Нью-Йорке 20 января 1939 года. Среди слушателей был Эллиот Картер, который написал рецензию на это исполнение в 1939 в апрельском выпуске журнала Modern Music. Джон Киркпатрик записал сонату в 1945 году (диск выпущен фирмой Columbia Records в 1948 году). Айвз сам записал третью часть «Олкотты» (The Alcotts) и фрагменты из двух первых частей.
Среди других исполнителей сонаты Нина Дейч (Nina Deutsch), Гилберт Калиш, Исли Блэквуд, Пьер-Лоран Эмар, Стивен Друри, Марк-Андре Амлен, Хизер О`Доннел (Heather O’Donnell), Герберт Хенк (Herbert Henck), Алан Фейнберг, Джереми Денк, Алан Мэндел (Alan Mandel), Мелинда Джоунз (Melinda Smashey Jones), Джей Готтлиб (Jay Gottlieb) и Алексей Любимов. Мартин Перри (Martin Perry) исполнил позднюю редакцию Джона Кирпатрика, выполненную в 1980 году.
В 1986 году Брюс Хорнсби заимствовал начальную фразу из третьей части сонаты «Олкотты» (The Alcotts) для вступления к своему хиту Every Little Kiss (записано в альбоме The Way It Is).
В 1996 году соната была оркестрована Генри Блантом и переименована в A Concord Symphony (Конкорд-Симфонию).
Мерлин Паттерсон (Merlin Patterson) аранжировал сонату для большого духового ансамбля.